# Ишкашим
Ишкашим (на дари: اشکاشم, на пущунски: اشکاشم) е граничен град в провинция Бадахшан в Афганистан. С население от около 12 120 души, градът служи като столица на област Ишкашим. Друг град със същото име се намира от другата страна на река Пяндж в района на Горнобадахшанска област в Таджикистан, въпреки че този град обикновено се транслитерира като Ишкошим, следвайки таджикската практика. През 2006 г. е реконструиран мост, свързващ двата града.
Ishkashim се намира в плодородна долина на надморска височина 3037 m. В долината има около 20 селища, но като се има предвид, че култивирането в долината е съседно, то може да се счита и за едно по-голямо селище. Долината има само една реколта годишно. Отглеждат се пшеница и ечемик. Тополи и чинари също растат, но има малко дърва за огрев.
Ишкашим е свързан по шосе с Файзабад на северозапад, през град Бахарак . Също така е свързан с градовете Zebak на югозапад и Khandud на североизток. Долината се намира във важна стратегическа зона, тъй като контролира единствения път между Fayzabad, Shighnan и Wakhan, достъпен през зимата. Разполага с редица малки магазини, хотели, къщи за гости, училища и правителствени сгради, включително база за афганистанската гранична полиция .

## История
Ишкашим и Вахан стават ислямска област по време на Саманидската империя. Той падна на Газневидите, последвани от Гуридите и други. Той официално стана част от съвременната държава Афганистан, след като владетелите на китайската династия Цин подписаха договор с Ахмад Шах Дурани, основателят на последната афганистанска империя. Тя е прекроена по време на управлението на Абдур Рахман Хан в края на 19 век, след като той се споразумя за линията Дюранд с Мортимър Дюранд . Афганистан като цяло се превръща в буферна държава между тогавашната Руска империя и Британска Индия. В момента се патрулира от сили на Ислямското емирство на Афганистан, което пое отговорността от предишните обучени от НАТО афганистански национални сили за сигурност.

## Климат
Климатът обикновено е студен, но много по-топъл от този в съседните райони, като например област Вахан. Според климатичната класификация на Кьопен, Ишкашим има влажен континентален климат с топло лято (Dsb) с приятни лета и студени зими. Средната годишна температура в Ишкашим е 4,3 °C. Около 569 mm от валежите падат годишно.

## Демография
Дари е официалният език в Ишкашим, Афганистан. Хората в района са предимно таджики и узбеки. Исторически в района е имало и много последователи на низаритския исмаилизъм, които се наричат ишкашими. Някои от тях може да говорят ишкашимски език в допълнение към дари. 